# Måns Skoglund
Måns Skoglund, född 18 mars 2002, är en svensk längdskidåkare tävlande för Åsarna och svenska längdlandslaget.
Måns Skoglund tog vid U23-världsmästerskapen 2024 brons i den mixade stafetten och vid U23-världsmästerskapen 2025 tog han silver i den klassiska sprinten.
Måns är äldre bror till fotbollsspelaren Hampus Skoglund. 